# Yunnan Yukun Football Club
El Yunnan Yukun Football Club (en chino simplificado, 云南玉昆足球俱乐部; pinyin, Yúnnán Yùkūn Zúqiú Jùlèbù) es un equipo de fútbol de China que juega en la superliga de China, la primera división nacional.

## Historia
Fue fundado con el nombre Yunnan Yukun Steel Football Club el 31 de julio de 2021, por la empresa Yuxi Education Investment Co., Ltd., y el club participó en la Liga China de Campeones en 2021, teniendo como su primer entrenador a Zhu Jiong. El Yunnan Yukun Steel sería derrotado en la fase final por los equipos Jinan Xingzhou y Jiangsu Zhongnan Codion.
El club sería refundado en 2022 con el nombre Yuxi Yukun Steel Football Club por un grupo de organizaciones que incluían al Yunnan Yuxi Yukun Steel Group, y lograron asegurar el ascenso a la China League Two, la tercera división nacional. Liderados por el jugador-entrenador Shi Jun, el Yukun superó la fase regional de la Liga China de Campeones de 2022 para clasificar a la fase final, donde el club sería el campeón el 20 de noviembre de 2022 luego de vencer al Chongqing Tongliangloong en penales.
Durante la pretemporada en 2023 el Yuxi Yukun Steel contrató a Niu Hongli como su entrenador para la temporada 2023 en la China League Two. El 21 de marzo de 2023 el club pasó a llamarse Yunnan Yukun Football Club. El 20 de marzo de 2023 luego de perder 1-3 ante el Hainan Star, Niu Hongli renunció a su cargo, y Shi Jun regresaría al club como reemplazo. Tras 14 partidos en el grupo sur, el Yunnan Yukun iba en tercer lugar, en la zona de ascenso. Tres meses después, Shi Jun renuncia a su cargo a falta de cinco jornadas, y Li Jinyu pasó a ser el entrenador del club el 7 de septiembre. El Yunnan Yukun terminó en tercer lugar, quedando cerca del ascenso a la China League One. Luego de la desaparición de los equipos Dalian Pro y Shenzhen, dos clubes fueron seleccionados para tomar su lugar en la segunda categoría, uno de esos equipos sería el Yunnan Yukun para jugar en la China League One. En enero de 2024 el jugador del Dandong Tengyue, Li Xiaoting, acusó al Yunnan Yukun en redes sociales de "provocar la desaparición del Dandong" con el fin de que el Yunnan Yukun ascendiera a la segunda división. Tras una investigación, al Yunnan Yukun le fue confirmado que no tuvo nada que ver con eso, y por ello fue admitido en la China League One, debido a que el Dandong Tengyue abandonó la liga, sin ninguna influencia del Yunnan Yukun.
En la pretemporada de 2024 el Yunnan Yukun contrató a Zakaria Labyad del FC Utrecht, Nyasha Mushekwi del Zhejiang, y Alexandru Ioniță del Rapid București, así como a varios jugadores con experiencia en la Chinese Super League. El Yunnan Yukun sumó su primer punto en la China League One el 9 de marzo de 2024 luego de empatar 0–0 con el Foshan Nanshi ante más de 17000 espectadores. El Yunnan Yukun ganó su primer partido en la China League One el 16 de marzo de 2024 luego de vencer 2-1 al Nanjing City con 10 jugadores en su primer partido en casa. El 22 de mayo de 2024 Li Jinyu renunció a su cargo como entrenador, y fue reemplazado por el noruego Jørn Andersen, que había dirigido a Hong Kong. Tras la llegada de Andersen, trajo también al defensa de Hong Kong Tsui Wang Kit del Lee Man.

## Palmarés
- Primera Liga China: 1

2024
- Liga China de Campeones: 1

2022